# Tour de Lombardie 2022
Le Tour de Lombardie 2022 (officiellement Il Lombardia) est la 116e édition de cette course cycliste masculine sur route. Il a lieu le 8 octobre 2022.  
entre Bergame et Côme sur une distance de 252,42 kilomètres. Il fait partie de l'UCI World Tour 2022.

## Présentation

### Parcours
Cette édition 2022 relie les villes de Bergame à Côme sur 252,42 kilomètres modifiant largement le parcours de l'année précédente qui faisait le chemin inverse.  Il restera une soixantaine de kilomètres à accomplir après la montée de la Madonna del Ghisallo. Ensuite, les coureurs franchissent une première fois la montée de San Fermo della Battaglia (2,7 km à une moyenne de 7,2 %, sommet à 32 km du terme) avant de franchir une première fois la ligne d'arrivée à Côme pour emprunter le circuit local long de 22 kilomètres qui aborde rapidement l'ascension du Civiglio (4,2 km avec une pente moyenne de 9,7 %) puis, après la descente , la seconde montée de San Fermo della Battaglia dont le sommet est situé à 5 km de l'arrivée.

### Équipes
| WorldTeams (18)- UAE Team Emirates - AG2R Citroën Team - Astana Qazaqstan Team - Bahrain Victorious - Cofidis - EF Education-EasyPost - Groupama-FDJ - Ineos Grenadiers - Intermarché-Wanty-Gobert Matériaux - Israel-Premier Tech - Jumbo-Visma - Lotto-Soudal - Movistar Team - Quick-Step Alpha Vinyl - BikeExchange-Jayco - Team DSM - Trek-Segafredo - Bora-Hansgrohe ProTeams (7)- Alpecin-Deceuninck - Bardiani-CSF-Faizanè - Caja Rural-Seguros RGA - Drone Hopper-Androni Giocattoli - Eolo-Kometa - Arkéa-Samsic - TotalEnergies |
| |

### Favoris
En l'absence du récent champion du monde belge Remco Evenepoel qui a décidé de terminer sa saison quelques jours auparavant, le grand favori de l'édition 2022 est le tenant du titre Tadej Pogačar qui a remporté quatre jours plus tôt les Trois vallées varésines. Le plus grand adversaire du Slovène pourrait être son rival du Tour de France et vainqueur de la Grande Boucle le Danois Jonas Vingegaard. Ces deux hommes n'ont plus pris le départ d'une même course depuis le Tour de France. Les autres prétendants à la victoire se nomment Sergio Higuita et son coéquipier de l'équipe Bora-Hansgrohe Aleksandr Vlasov, le vainqueur de 2019 Bauke Mollema (Trek-Segafredo), celui de l'édition 2020 Jakob Fuglsang (Astana), Adam Yates et Daniel Martínez (Ineos Grenadiers), Enric Mas (Movistar), Romain Bardet et Thymen Arensman (Team DSM), Dylan Teuns (Israel Premier Tech), Mattias Skjelmose (Trek-Segafredo) et Pierre Latour (TotalEnergies). Sans oublier les deux vétérans Alejandro Valverde (Movistar) et Vincenzo Nibali (Astana) qui mettent un terme à leur carrière professionnelle et pourraient tenter un dernier coup d'éclat dont ils sont capables vu leur état de forme.

## Déroulement de la course
Neuf coureurs dont six Italiens constituent la première échappée formée lors de la première ascension de la journée : le Forcellino di Bianzano. Il s'agit des Italiens Christian Scaroni (Astana), Alex Tolio et Luca Covili (Bardiani), Davide Bais (Eolo-Kometa), Alessandro De Marchi (Israel-PremierTech) et Simone Ravanelli (Drone Hopper-Androni Giocattoli), de l'Érythréen Natnael Tesfatsion (Drone Hopper-Androni Giocattoli), de l’Américain Lawson Craddock (BikeExchange-Jayco) et du Français Kenny Elissonde (Trek-Segafredo). Un dixième homme,  le Français Aurélien Paret-Peintre (AG2R Citroën) rejoint l'échappée durant la deuxième ascension de la journée, le Passo di Ganda. Mais les dix fuyards sont repris à 70 km du terme, au pied de la montée de la Madonna del Ghisallo. Le peloton commence à se réduire durant cette  ascension. Après le premier passage sur la ligne d'arrivée, le Slovène Tadej Pogačar passe à l'attaque lors de l'ascension du Civiglio. Seul l'Espagnol Enric Mas (Movistar) réussit à rester dans son sillage. Mais dans la descente, Mikel Landa (Bahrain-Victorious) revient sur le duo de tête. Lors de la seconde ascension de San Fermo della Battaglia, Mas attaque à 6 kilomètres de l'arrivée. Pogačar parvient à le suivre alors que Landa est lâché. À Côme, les deux hommes de tête sprintent, chacun d'un côté de la chaussée et Tadej Pogačar s'impose, réalisant ainsi un doublé après sa victoire de l'année précédente.
Les 254 km de course avec 4 600 m de dénivelé positif ont été bouclés en 6 h. 21min. et 22 secondes par les deux premiers.   Cela correspond à une vitesse moyenne de 39,7 km/h.

## Classements

### Classement de la course
| \| Classement général \| Classement général \| Classement général \| Classement général \| Classement général \| \| Coureur \| Coureur \| Pays \| Équipe \| Temps \| \| ------------------ \| ------------------ \| ------------------ \| ---------------------- \| ------------------ \| \| 1er \| Tadej Pogačar \| Slovénie \| UAE Team Emirates \| 6 h 21 min 22 s \| \| 2e \| Enric Mas \| Espagne \| Movistar Team \| + 0 s \| \| 3e \| Mikel Landa \| Espagne \| Bahrain Victorious \| + 10 s \| \| 4e \| Sergio Higuita \| Colombie \| Bora-Hansgrohe \| + 52 s \| \| 5e \| Carlos Rodríguez \| Espagne \| Ineos Grenadiers \| + 52 s \| \| 6e \| Alejandro Valverde \| Espagne \| Movistar Team \| + 1 min 24 s \| \| 7e \| Bauke Mollema \| Pays-Bas \| Trek-Segafredo \| + 1 min 24 s \| \| 8e \| Rudy Molard \| France \| Groupama-FDJ \| + 1 min 24 s \| \| 9e \| Romain Bardet \| France \| Team DSM \| + 1 min 24 s \| \| 10e \| Adam Yates \| Royaume-Uni \| Ineos Grenadiers \| + 1 min 26 s \| \| 11e \| Andrea Piccolo \| Italie \| EF Education-EasyPost \| + 1 min 58 s \| \| 12e \| Warren Barguil \| France \| Arkéa-Samsic \| + 1 min 58 s \| \| 13e \| Ilan Van Wilder \| Belgique \| Quick-Step Alpha Vinyl \| + 1 min 58 s \| \| 14e \| Clément Berthet \| France \| AG2R Citroën Team \| + 1 min 58 s \| \| 15e \| Giulio Ciccone \| Italie \| Trek-Segafredo \| + 2 min 01 s \| \| 17e \| Daniel Martínez \| Colombie \| Ineos Grenadiers \| + 2 min 14 s \| \| 18e \| Aleksandr Vlasov \| Russie \| Bora-Hansgrohe \| + 2 min 14 s \| \| 19e \| Mikkel Honoré \| Danemark \| Quick-Step Alpha Vinyl \| + 2 min 14 s \| \| 20e \| Mauri Vansevenant \| Belgique \| Quick-Step Alpha Vinyl \| + 2 min 14 s \| |                    |             |                        |                 |
| |                    |             |                        |                 |
| Source : ProCyclingStats |                    |             |                        |                 |
| Classement général |                    |             |                        |                 |
| Coureur | Coureur            | Pays        | Équipe                 | Temps           |
| 1er | Tadej Pogačar      | Slovénie    | UAE Team Emirates      | 6 h 21 min 22 s |
| 2e | Enric Mas          | Espagne     | Movistar Team          | + 0 s           |
| 3e | Mikel Landa        | Espagne     | Bahrain Victorious     | + 10 s          |
| 4e | Sergio Higuita     | Colombie    | Bora-Hansgrohe         | + 52 s          |
| 5e | Carlos Rodríguez   | Espagne     | Ineos Grenadiers       | + 52 s          |
| 6e | Alejandro Valverde | Espagne     | Movistar Team          | + 1 min 24 s    |
| 7e | Bauke Mollema      | Pays-Bas    | Trek-Segafredo         | + 1 min 24 s    |
| 8e | Rudy Molard        | France      | Groupama-FDJ           | + 1 min 24 s    |
| 9e | Romain Bardet      | France      | Team DSM               | + 1 min 24 s    |
| 10e | Adam Yates         | Royaume-Uni | Ineos Grenadiers       | + 1 min 26 s    |
| 11e | Andrea Piccolo     | Italie      | EF Education-EasyPost  | + 1 min 58 s    |
| 12e | Warren Barguil     | France      | Arkéa-Samsic           | + 1 min 58 s    |
| 13e | Ilan Van Wilder    | Belgique    | Quick-Step Alpha Vinyl | + 1 min 58 s    |
| 14e | Clément Berthet    | France      | AG2R Citroën Team      | + 1 min 58 s    |
| 15e | Giulio Ciccone     | Italie      | Trek-Segafredo         | + 2 min 01 s    |
| 17e | Daniel Martínez    | Colombie    | Ineos Grenadiers       | + 2 min 14 s    |
| 18e | Aleksandr Vlasov   | Russie      | Bora-Hansgrohe         | + 2 min 14 s    |
| 19e | Mikkel Honoré      | Danemark    | Quick-Step Alpha Vinyl | + 2 min 14 s    |
| 20e | Mauri Vansevenant  | Belgique    | Quick-Step Alpha Vinyl | + 2 min 14 s    |

..

## Liste des participants
- Liste de départ complète

| Légende | Légende                                                                    | Légende | Légende                                                    |
| ------- | -------------------------------------------------------------------------- | ------- | ---------------------------------------------------------- |
| Num     | Dossard de départ porté par le coureur sur ce Tour de Lombardie            | Pos     | Position à l'arrivée de la course                          |
|         | Indique un maillot de champion national ou mondial, suivi de sa spécialité | NP      | Indique un coureur qui n'a pas pris le départ de la course |
| AB      | Indique un coureur qui n'a pas terminé la course                           | HD      | Indique un coureur qui a terminé la course hors des délais |

| UAE Team Emirates UAD | UAE Team Emirates UAD      | UAE Team Emirates UAD |
| --------------------- | -------------------------- | --------------------- |
| Num                   | Coureur                    | Pos                   |
| 1                     | Tadej Pogačar (SLO)        | 1er                   |
| 2                     | Davide Formolo (ITA)       | 28e                   |
| 3                     | João Almeida (POR) (route) | AB                    |
| 4                     | Marc Hirschi (SUI)         | 81e                   |
| 5                     | Rafał Majka (POL)          | 23e                   |
| 6                     | Alessandro Covi (ITA)      | AB                    |
| 7                     | Diego Ulissi (ITA)         | 26e                   |

| AG2R Citroën Team ACT | AG2R Citroën Team ACT        | AG2R Citroën Team ACT |
| --------------------- | ---------------------------- | --------------------- |
| Num                   | Coureur                      | Pos                   |
| 11                    | Clément Champoussin (FRA)    | 73e                   |
| 12                    | Clément Berthet (FRA)        | 14e                   |
| 13                    | Geoffrey Bouchard (FRA)      | AB                    |
| 14                    | Felix Gall (AUT)             | AB                    |
| 15                    | Jaakko Hänninen (FIN)        | AB                    |
| 16                    | Aurélien Paret-Peintre (FRA) | 74e                   |
| 17                    | Paul Lapeira (FRA)           | 107e                  |

| Alpecin-Deceuninck AFC | Alpecin-Deceuninck AFC  | Alpecin-Deceuninck AFC |
| ---------------------- | ----------------------- | ---------------------- |
| Num                    | Coureur                 | Pos                    |
| 21                     | Jay Vine (AUS)          | 64e                    |
| 22                     | Tobias Bayer (AUT)      | 84e                    |
| 23                     | Xandro Meurisse (BEL)   | 43e                    |
| 24                     | Jimmy Janssens (BEL)    | AB                     |
| 25                     | Stefano Oldani (ITA)    | 37e                    |
| 26                     | Kristian Sbaragli (ITA) | 90e                    |
| 27                     | Robert Stannard (AUS)   | AB                     |

| Astana Qazaqstan Team AST | Astana Qazaqstan Team AST | Astana Qazaqstan Team AST |
| ------------------------- | ------------------------- | ------------------------- |
| Num                       | Coureur                   | Pos                       |
| 31                        | Vincenzo Nibali (ITA)     | 24e                       |
| 32                        | Samuele Battistella (ITA) | AB                        |
| 33                        | David de la Cruz (ESP)    | AB                        |
| 34                        | Miguel Ángel López (COL)  | 65e                       |
| 35                        | Javier Romo (ESP)         | AB                        |
| 36                        | Christian Scaroni (ITA)   | AB                        |
| 37                        | Simone Velasco (ITA)      | 59e                       |

| Bahrain Victorious TBV | Bahrain Victorious TBV    | Bahrain Victorious TBV |
| ---------------------- | ------------------------- | ---------------------- |
| Num                    | Coureur                   | Pos                    |
| 41                     | Damiano Caruso (ITA)      | 62e                    |
| 42                     | Mikel Landa (ESP)         | 3e                     |
| 43                     | Gino Mäder (SUI)          | AB                     |
| 44                     | Matej Mohorič (SLO)       | 61e                    |
| 45                     | Hermann Pernsteiner (AUT) | 39e                    |
| 46                     | Wout Poels (NED)          | AB                     |
| 47                     | Edoardo Zambanini (ITA)   | 45e                    |

| Bardiani CSF Faizanè BCF | Bardiani CSF Faizanè BCF      | Bardiani CSF Faizanè BCF |
| ------------------------ | ----------------------------- | ------------------------ |
| Num                      | Coureur                       | Pos                      |
| 51                       | Filippo Zana (ITA) (route)    | 75e                      |
| 52                       | Luca Covili (ITA)             | 83e                      |
| 53                       | Omar El Gouzi (ITA)           | 93e                      |
| 54                       | Davide Gabburo (ITA)          | 96e                      |
| 55                       | Henok Mulubrhan (ERI) (route) | AB                       |
| 56                       | Alex Tolio (ITA)              | AB                       |
| 57                       | Alessandro Tonelli (ITA)      | 93e                      |

| Bora-Hansgrohe BOH | Bora-Hansgrohe BOH           | Bora-Hansgrohe BOH |
| ------------------ | ---------------------------- | ------------------ |
| Num                | Coureur                      | Pos                |
| 61                 | Wilco Kelderman (NED)        | 60e                |
| 62                 | Giovanni Aleotti (ITA)       | 63e                |
| 63                 | Matteo Fabbro (ITA)          | 22e                |
| 64                 | Felix Großschartner (AUT)    | 102e               |
| 65                 | Sergio Higuita (COL) (route) | 4e                 |
| 66                 | Patrick Konrad (AUT)         | 67e                |
| 67                 | Aleksandr Vlasov (RUS)       | 18e                |

| Caja Rural-Seguros RGA CJR | Caja Rural-Seguros RGA CJR | Caja Rural-Seguros RGA CJR |
| -------------------------- | -------------------------- | -------------------------- |
| Num                        | Coureur                    | Pos                        |
| 71                         | Jonathan Lastra (ESP)      | AB                         |
| 72                         | Aritz Bagües (ESP)         | 92e                        |
| 73                         | Fernando Barceló (ESP)     | AB                         |
| 74                         | Sergio Román Martín (ESP)  | AB                         |
| 75                         | Mikel Nieve (ESP)          | AB                         |
| 76                         | Eduard Prades (ESP)        | 85e                        |
| 77                         | Michal Schlegel (CZE)      | AB                         |

| Cofidis COF | Cofidis COF               | Cofidis COF |
| ----------- | ------------------------- | ----------- |
| Num         | Coureur                   | Pos         |
| 81          | Guillaume Martin (FRA)    | 32e         |
| 82          | François Bidard (FRA)     | AB          |
| 83          | Thomas Champion (FRA)     | AB          |
| 84          | Simon Geschke (GER)       | 46e         |
| 85          | Jesús Herrada (ESP)       | 48e         |
| 86          | Pierre-Luc Périchon (FRA) | AB          |
| 87          | Rémy Rochas (FRA)         | 25e         |

| Drone Hopper-Androni Giocattoli DRA | Drone Hopper-Androni Giocattoli DRA | Drone Hopper-Androni Giocattoli DRA |
| ----------------------------------- | ----------------------------------- | ----------------------------------- |
| Num                                 | Coureur                             | Pos                                 |
| 91                                  | Natnael Tesfatsion (ERI)            | AB                                  |
| 92                                  | Mattia Bais (ITA)                   | 86e                                 |
| 93                                  | Umberto Marengo (ITA)               | AB                                  |
| 94                                  | Andrii Ponomar (UKR)                | AB                                  |
| 95                                  | Simone Ravanelli (ITA)              | 91e                                 |
| 96                                  | Santiago Umba (COL)                 | 88e                                 |
| 97                                  | Luca Chirico (ITA)                  | AB                                  |

| EF Education-EasyPost EFE | EF Education-EasyPost EFE  | EF Education-EasyPost EFE |
| ------------------------- | -------------------------- | ------------------------- |
| Num                       | Coureur                    | Pos                       |
| 101                       | Alberto Bettiol (ITA)      | AB                        |
| 102                       | Odd Christian Eiking (NOR) | AB                        |
| 103                       | Mark Padun (UKR)           | 36e                       |
| 104                       | Andrea Piccolo (ITA)       | 11e                       |
| 105                       | Neilson Powless (USA)      | 34e                       |
| 106                       | Sean Quinn (USA)           | AB                        |
| 107                       | Rigoberto Urán (COL)       | 21e                       |

| Eolo-Kometa EOK | Eolo-Kometa EOK           | Eolo-Kometa EOK |
| --------------- | ------------------------- | --------------- |
| Num             | Coureur                   | Pos             |
| 111             | Lorenzo Fortunato (ITA)   | AB              |
| 112             | Davide Bais (ITA)         | 100e            |
| 113             | Mark Christian (GBR)      | AB              |
| 114             | Alessandro Fancellu (ITA) | 55e             |
| 115             | Erik Fetter (HUN)         | 104e            |
| 116             | Mirco Maestri (ITA)       | 99e             |
| 117             | Samuele Rivi (ITA)        | 103e            |

| Groupama-FDJ GFC | Groupama-FDJ GFC            | Groupama-FDJ GFC |
| ---------------- | --------------------------- | ---------------- |
| Num              | Coureur                     | Pos              |
| 121              | Quentin Pacher (FRA)        | 30e              |
| 122              | Bruno Armirail (FRA)        | AB               |
| 123              | Matthieu Ladagnous (FRA)    | AB               |
| 124              | Rudy Molard (FRA)           | 8e               |
| 125              | Michael Storer (AUS)        | 27e              |
| 126              | Attila Valter (HUN) (route) | AB               |
| 127              | Lars van den Berg (NED)     | HD               |

| Ineos Grenadiers IGD | Ineos Grenadiers IGD           | Ineos Grenadiers IGD |
| -------------------- | ------------------------------ | -------------------- |
| Num                  | Coureur                        | Pos                  |
| 131                  | Adam Yates (GBR)               | 10e                  |
| 132                  | Laurens De Plus (BEL)          | AB                   |
| 133                  | Tao Geoghegan Hart (GBR)       | 68e                  |
| 134                  | Daniel Martínez (COL)          | 17e                  |
| 135                  | Carlos Rodríguez (ESP) (route) | 5e                   |
| 136                  | Pavel Sivakov (FRA)            | AB                   |
| 137                  | Ben Tulett (GBR)               | AB                   |

| Intermarché-Wanty-Gobert Matériaux IWG | Intermarché-Wanty-Gobert Matériaux IWG | Intermarché-Wanty-Gobert Matériaux IWG |
| -------------------------------------- | -------------------------------------- | -------------------------------------- |
| Num                                    | Coureur                                | Pos                                    |
| 141                                    | Lorenzo Rota (ITA)                     | AB                                     |
| 142                                    | Jan Bakelants (BEL)                    | 33e                                    |
| 143                                    | Quinten Hermans (BEL)                  | AB                                     |
| 144                                    | Laurens Huys (BEL)                     | 70e                                    |
| 145                                    | Simone Petilli (ITA)                   | 35e                                    |
| 146                                    | Domenico Pozzovivo (ITA)               | AB                                     |
| 147                                    | Rein Taaramäe (EST)                    | AB                                     |

| Israel-Premier Tech IPT | Israel-Premier Tech IPT    | Israel-Premier Tech IPT |
| ----------------------- | -------------------------- | ----------------------- |
| Num                     | Coureur                    | Pos                     |
| 151                     | Jakob Fuglsang (DEN)       | 71e                     |
| 152                     | Corbin Strong (NZL)        | 87e                     |
| 153                     | Alessandro De Marchi (ITA) | 53e                     |
| 154                     | Carl Fredrik Hagen (NOR)   | 97e                     |
| 155                     | Reto Hollenstein (SUI)     | 89e                     |
| 156                     | Alexander Cataford (CAN)   | AB                      |
| 157                     | Michael Woods (CAN)        | AB                      |

| Jumbo-Visma TJV | Jumbo-Visma TJV        | Jumbo-Visma TJV |
| --------------- | ---------------------- | --------------- |
| Num             | Coureur                | Pos             |
| 161             | Jonas Vingegaard (DEN) | 16e             |
| 162             | Koen Bouwman (NED)     | 79e             |
| 163             | Tobias Foss (NOR)      | AB              |
| 164             | Robert Gesink (NED)    | 77e             |
| 165             | Chris Harper (AUS)     | 78e             |
| 166             | Gijs Leemreize (NED)   | AB              |
| 167             | Sam Oomen (NED)        | 47e             |

| Lotto-Soudal LTS | Lotto-Soudal LTS        | Lotto-Soudal LTS |
| ---------------- | ----------------------- | ---------------- |
| Num              | Coureur                 | Pos              |
| 171              | Tim Wellens (BEL)       | 58e              |
| 172              | Filippo Conca (ITA)     | AB               |
| 173              | Andreas Kron (DEN)      | 41e              |
| 174              | Kamil Małecki (POL)     | 105e             |
| 175              | Maxim Van Gils (BEL)    | AB               |
| 176              | Harm Vanhoucke (BEL)    | AB               |
| 177              | Viktor Verschaeve (BEL) | AB               |

| Movistar Team MOV | Movistar Team MOV         | Movistar Team MOV |
| ----------------- | ------------------------- | ----------------- |
| Num               | Coureur                   | Pos               |
| 181               | Alejandro Valverde (ESP)  | 6e                |
| 182               | Jorge Arcas (ESP)         | 95e               |
| 183               | Imanol Erviti (ESP)       | 94e               |
| 184               | Iván García Cortina (ESP) | AB                |
| 185               | Johan Jacobs (SUI)        | 106e              |
| 186               | Enric Mas (ESP)           | 2e                |
| 187               | José Joaquín Rojas (ESP)  | 69e               |

| Quick-Step Alpha Vinyl QST | Quick-Step Alpha Vinyl QST | Quick-Step Alpha Vinyl QST |
| -------------------------- | -------------------------- | -------------------------- |
| Num                        | Coureur                    | Pos                        |
| 191                        | Julian Alaphilippe (FRA)   | 51e                        |
| 192                        | Andrea Bagioli (ITA)       | AB                         |
| 193                        | Dries Devenyns (BEL)       | AB                         |
| 194                        | Mikkel Honoré (DEN)        | 19e                        |
| 195                        | Ilan Van Wilder (BEL)      | 13e                        |
| 196                        | Mauri Vansevenant (BEL)    | 20e                        |
| 197                        | Louis Vervaeke (BEL)       | AB                         |

| Arkéa-Samsic ARK | Arkéa-Samsic ARK      | Arkéa-Samsic ARK |
| ---------------- | --------------------- | ---------------- |
| Num              | Coureur               | Pos              |
| 201              | Warren Barguil (FRA)  | 12e              |
| 202              | Louis Barré (FRA)     | 49e              |
| 203              | Nicolas Edet (FRA)    | AB               |
| 204              | Élie Gesbert (FRA)    | AB               |
| 205              | Simon Guglielmi (FRA) | 52e              |
| 206              | Michel Ries (LUX)     | AB               |
| 207              | Kévin Vauquelin (FRA) | 66e              |

| BikeExchange-Jayco BEX | BikeExchange-Jayco BEX | BikeExchange-Jayco BEX |
| ---------------------- | ---------------------- | ---------------------- |
| Num                    | Coureur                | Pos                    |
| 211                    | Matteo Sobrero (ITA)   | AB                     |
| 212                    | Alexandre Balmer (SUI) | 82e                    |
| 213                    | Kevin Colleoni (ITA)   | AB                     |
| 214                    | Lawson Craddock (USA)  | 54e                    |
| 215                    | Tsgabu Grmay (ETH)     | AB                     |
| 216                    | Tanel Kangert (EST)    | AB                     |
| 217                    | Nick Schultz (AUS)     | 42e                    |

| Team DSM DSM | Team DSM DSM             | Team DSM DSM |
| ------------ | ------------------------ | ------------ |
| Num          | Coureur                  | Pos          |
| 221          | Romain Bardet (FRA)      | 9e           |
| 222          | Thymen Arensman (NED)    | 76e          |
| 223          | Marco Brenner (GER)      | 38e          |
| 224          | Mark Donovan (GBR)       | 72e          |
| 225          | Chris Hamilton (AUS)     | 57e          |
| 226          | Andreas Leknessund (NOR) | 40e          |
| 227          | Martijn Tusveld (NED)    | AB           |

| TotalEnergies TEN | TotalEnergies TEN        | TotalEnergies TEN |
| ----------------- | ------------------------ | ----------------- |
| Num               | Coureur                  | Pos               |
| 231               | Pierre Latour (FRA)      | 31e               |
| 232               | Mathieu Burgaudeau (FRA) | 56e               |
| 233               | Víctor de la Parte (ESP) | 80e               |
| 234               | Fabien Grellier (FRA)    | AB                |
| 235               | Alan Jousseaume (FRA)    | 44e               |
| 236               | Paul Ourselin (FRA)      | AB                |
| 237               | Alexis Vuillermoz (FRA)  | 29e               |

| Trek-Segafredo TFS | Trek-Segafredo TFS            | Trek-Segafredo TFS |
| ------------------ | ----------------------------- | ------------------ |
| Num                | Coureur                       | Pos                |
| 241                | Bauke Mollema (NED)           | 7e                 |
| 242                | Julien Bernard (FRA)          | 101e               |
| 243                | Giulio Ciccone (ITA)          | 15e                |
| 244                | Kenny Elissonde (FRA)         | AB                 |
| 245                | Amanuel Ghebreigzabhier (ERI) | AB                 |
| 246                | Mattias Skjelmose (DEN)       | AB                 |
| 247                | Antwan Tolhoek (NED)          | 50e                |

| UAE Team Emirates UAD | UAE Team Emirates UAD      | UAE Team Emirates UAD |
| --------------------- | -------------------------- | --------------------- |
| Num                   | Coureur                    | Pos                   |
| 1                     | Tadej Pogačar (SLO)        | 1er                   |
| 2                     | Davide Formolo (ITA)       | 28e                   |
| 3                     | João Almeida (POR) (route) | AB                    |
| 4                     | Marc Hirschi (SUI)         | 81e                   |
| 5                     | Rafał Majka (POL)          | 23e                   |
| 6                     | Alessandro Covi (ITA)      | AB                    |
| 7                     | Diego Ulissi (ITA)         | 26e                   |

| AG2R Citroën Team ACT | AG2R Citroën Team ACT        | AG2R Citroën Team ACT |
| --------------------- | ---------------------------- | --------------------- |
| Num                   | Coureur                      | Pos                   |
| 11                    | Clément Champoussin (FRA)    | 73e                   |
| 12                    | Clément Berthet (FRA)        | 14e                   |
| 13                    | Geoffrey Bouchard (FRA)      | AB                    |
| 14                    | Felix Gall (AUT)             | AB                    |
| 15                    | Jaakko Hänninen (FIN)        | AB                    |
| 16                    | Aurélien Paret-Peintre (FRA) | 74e                   |
| 17                    | Paul Lapeira (FRA)           | 107e                  |

| Alpecin-Deceuninck AFC | Alpecin-Deceuninck AFC  | Alpecin-Deceuninck AFC |
| ---------------------- | ----------------------- | ---------------------- |
| Num                    | Coureur                 | Pos                    |
| 21                     | Jay Vine (AUS)          | 64e                    |
| 22                     | Tobias Bayer (AUT)      | 84e                    |
| 23                     | Xandro Meurisse (BEL)   | 43e                    |
| 24                     | Jimmy Janssens (BEL)    | AB                     |
| 25                     | Stefano Oldani (ITA)    | 37e                    |
| 26                     | Kristian Sbaragli (ITA) | 90e                    |
| 27                     | Robert Stannard (AUS)   | AB                     |

| Astana Qazaqstan Team AST | Astana Qazaqstan Team AST | Astana Qazaqstan Team AST |
| ------------------------- | ------------------------- | ------------------------- |
| Num                       | Coureur                   | Pos                       |
| 31                        | Vincenzo Nibali (ITA)     | 24e                       |
| 32                        | Samuele Battistella (ITA) | AB                        |
| 33                        | David de la Cruz (ESP)    | AB                        |
| 34                        | Miguel Ángel López (COL)  | 65e                       |
| 35                        | Javier Romo (ESP)         | AB                        |
| 36                        | Christian Scaroni (ITA)   | AB                        |
| 37                        | Simone Velasco (ITA)      | 59e                       |

| Bahrain Victorious TBV | Bahrain Victorious TBV    | Bahrain Victorious TBV |
| ---------------------- | ------------------------- | ---------------------- |
| Num                    | Coureur                   | Pos                    |
| 41                     | Damiano Caruso (ITA)      | 62e                    |
| 42                     | Mikel Landa (ESP)         | 3e                     |
| 43                     | Gino Mäder (SUI)          | AB                     |
| 44                     | Matej Mohorič (SLO)       | 61e                    |
| 45                     | Hermann Pernsteiner (AUT) | 39e                    |
| 46                     | Wout Poels (NED)          | AB                     |
| 47                     | Edoardo Zambanini (ITA)   | 45e                    |

| Bardiani CSF Faizanè BCF | Bardiani CSF Faizanè BCF      | Bardiani CSF Faizanè BCF |
| ------------------------ | ----------------------------- | ------------------------ |
| Num                      | Coureur                       | Pos                      |
| 51                       | Filippo Zana (ITA) (route)    | 75e                      |
| 52                       | Luca Covili (ITA)             | 83e                      |
| 53                       | Omar El Gouzi (ITA)           | 93e                      |
| 54                       | Davide Gabburo (ITA)          | 96e                      |
| 55                       | Henok Mulubrhan (ERI) (route) | AB                       |
| 56                       | Alex Tolio (ITA)              | AB                       |
| 57                       | Alessandro Tonelli (ITA)      | 93e                      |

| Bora-Hansgrohe BOH | Bora-Hansgrohe BOH           | Bora-Hansgrohe BOH |
| ------------------ | ---------------------------- | ------------------ |
| Num                | Coureur                      | Pos                |
| 61                 | Wilco Kelderman (NED)        | 60e                |
| 62                 | Giovanni Aleotti (ITA)       | 63e                |
| 63                 | Matteo Fabbro (ITA)          | 22e                |
| 64                 | Felix Großschartner (AUT)    | 102e               |
| 65                 | Sergio Higuita (COL) (route) | 4e                 |
| 66                 | Patrick Konrad (AUT)         | 67e                |
| 67                 | Aleksandr Vlasov (RUS)       | 18e                |

| Caja Rural-Seguros RGA CJR | Caja Rural-Seguros RGA CJR | Caja Rural-Seguros RGA CJR |
| -------------------------- | -------------------------- | -------------------------- |
| Num                        | Coureur                    | Pos                        |
| 71                         | Jonathan Lastra (ESP)      | AB                         |
| 72                         | Aritz Bagües (ESP)         | 92e                        |
| 73                         | Fernando Barceló (ESP)     | AB                         |
| 74                         | Sergio Román Martín (ESP)  | AB                         |
| 75                         | Mikel Nieve (ESP)          | AB                         |
| 76                         | Eduard Prades (ESP)        | 85e                        |
| 77                         | Michal Schlegel (CZE)      | AB                         |

| Cofidis COF | Cofidis COF               | Cofidis COF |
| ----------- | ------------------------- | ----------- |
| Num         | Coureur                   | Pos         |
| 81          | Guillaume Martin (FRA)    | 32e         |
| 82          | François Bidard (FRA)     | AB          |
| 83          | Thomas Champion (FRA)     | AB          |
| 84          | Simon Geschke (GER)       | 46e         |
| 85          | Jesús Herrada (ESP)       | 48e         |
| 86          | Pierre-Luc Périchon (FRA) | AB          |
| 87          | Rémy Rochas (FRA)         | 25e         |

| Drone Hopper-Androni Giocattoli DRA | Drone Hopper-Androni Giocattoli DRA | Drone Hopper-Androni Giocattoli DRA |
| ----------------------------------- | ----------------------------------- | ----------------------------------- |
| Num                                 | Coureur                             | Pos                                 |
| 91                                  | Natnael Tesfatsion (ERI)            | AB                                  |
| 92                                  | Mattia Bais (ITA)                   | 86e                                 |
| 93                                  | Umberto Marengo (ITA)               | AB                                  |
| 94                                  | Andrii Ponomar (UKR)                | AB                                  |
| 95                                  | Simone Ravanelli (ITA)              | 91e                                 |
| 96                                  | Santiago Umba (COL)                 | 88e                                 |
| 97                                  | Luca Chirico (ITA)                  | AB                                  |

| EF Education-EasyPost EFE | EF Education-EasyPost EFE  | EF Education-EasyPost EFE |
| ------------------------- | -------------------------- | ------------------------- |
| Num                       | Coureur                    | Pos                       |
| 101                       | Alberto Bettiol (ITA)      | AB                        |
| 102                       | Odd Christian Eiking (NOR) | AB                        |
| 103                       | Mark Padun (UKR)           | 36e                       |
| 104                       | Andrea Piccolo (ITA)       | 11e                       |
| 105                       | Neilson Powless (USA)      | 34e                       |
| 106                       | Sean Quinn (USA)           | AB                        |
| 107                       | Rigoberto Urán (COL)       | 21e                       |

| Eolo-Kometa EOK | Eolo-Kometa EOK           | Eolo-Kometa EOK |
| --------------- | ------------------------- | --------------- |
| Num             | Coureur                   | Pos             |
| 111             | Lorenzo Fortunato (ITA)   | AB              |
| 112             | Davide Bais (ITA)         | 100e            |
| 113             | Mark Christian (GBR)      | AB              |
| 114             | Alessandro Fancellu (ITA) | 55e             |
| 115             | Erik Fetter (HUN)         | 104e            |
| 116             | Mirco Maestri (ITA)       | 99e             |
| 117             | Samuele Rivi (ITA)        | 103e            |

| Groupama-FDJ GFC | Groupama-FDJ GFC            | Groupama-FDJ GFC |
| ---------------- | --------------------------- | ---------------- |
| Num              | Coureur                     | Pos              |
| 121              | Quentin Pacher (FRA)        | 30e              |
| 122              | Bruno Armirail (FRA)        | AB               |
| 123              | Matthieu Ladagnous (FRA)    | AB               |
| 124              | Rudy Molard (FRA)           | 8e               |
| 125              | Michael Storer (AUS)        | 27e              |
| 126              | Attila Valter (HUN) (route) | AB               |
| 127              | Lars van den Berg (NED)     | HD               |

| Ineos Grenadiers IGD | Ineos Grenadiers IGD           | Ineos Grenadiers IGD |
| -------------------- | ------------------------------ | -------------------- |
| Num                  | Coureur                        | Pos                  |
| 131                  | Adam Yates (GBR)               | 10e                  |
| 132                  | Laurens De Plus (BEL)          | AB                   |
| 133                  | Tao Geoghegan Hart (GBR)       | 68e                  |
| 134                  | Daniel Martínez (COL)          | 17e                  |
| 135                  | Carlos Rodríguez (ESP) (route) | 5e                   |
| 136                  | Pavel Sivakov (FRA)            | AB                   |
| 137                  | Ben Tulett (GBR)               | AB                   |

| Intermarché-Wanty-Gobert Matériaux IWG | Intermarché-Wanty-Gobert Matériaux IWG | Intermarché-Wanty-Gobert Matériaux IWG |
| -------------------------------------- | -------------------------------------- | -------------------------------------- |
| Num                                    | Coureur                                | Pos                                    |
| 141                                    | Lorenzo Rota (ITA)                     | AB                                     |
| 142                                    | Jan Bakelants (BEL)                    | 33e                                    |
| 143                                    | Quinten Hermans (BEL)                  | AB                                     |
| 144                                    | Laurens Huys (BEL)                     | 70e                                    |
| 145                                    | Simone Petilli (ITA)                   | 35e                                    |
| 146                                    | Domenico Pozzovivo (ITA)               | AB                                     |
| 147                                    | Rein Taaramäe (EST)                    | AB                                     |

| Israel-Premier Tech IPT | Israel-Premier Tech IPT    | Israel-Premier Tech IPT |
| ----------------------- | -------------------------- | ----------------------- |
| Num                     | Coureur                    | Pos                     |
| 151                     | Jakob Fuglsang (DEN)       | 71e                     |
| 152                     | Corbin Strong (NZL)        | 87e                     |
| 153                     | Alessandro De Marchi (ITA) | 53e                     |
| 154                     | Carl Fredrik Hagen (NOR)   | 97e                     |
| 155                     | Reto Hollenstein (SUI)     | 89e                     |
| 156                     | Alexander Cataford (CAN)   | AB                      |
| 157                     | Michael Woods (CAN)        | AB                      |

| Jumbo-Visma TJV | Jumbo-Visma TJV        | Jumbo-Visma TJV |
| --------------- | ---------------------- | --------------- |
| Num             | Coureur                | Pos             |
| 161             | Jonas Vingegaard (DEN) | 16e             |
| 162             | Koen Bouwman (NED)     | 79e             |
| 163             | Tobias Foss (NOR)      | AB              |
| 164             | Robert Gesink (NED)    | 77e             |
| 165             | Chris Harper (AUS)     | 78e             |
| 166             | Gijs Leemreize (NED)   | AB              |
| 167             | Sam Oomen (NED)        | 47e             |

| Lotto-Soudal LTS | Lotto-Soudal LTS        | Lotto-Soudal LTS |
| ---------------- | ----------------------- | ---------------- |
| Num              | Coureur                 | Pos              |
| 171              | Tim Wellens (BEL)       | 58e              |
| 172              | Filippo Conca (ITA)     | AB               |
| 173              | Andreas Kron (DEN)      | 41e              |
| 174              | Kamil Małecki (POL)     | 105e             |
| 175              | Maxim Van Gils (BEL)    | AB               |
| 176              | Harm Vanhoucke (BEL)    | AB               |
| 177              | Viktor Verschaeve (BEL) | AB               |

| Movistar Team MOV | Movistar Team MOV         | Movistar Team MOV |
| ----------------- | ------------------------- | ----------------- |
| Num               | Coureur                   | Pos               |
| 181               | Alejandro Valverde (ESP)  | 6e                |
| 182               | Jorge Arcas (ESP)         | 95e               |
| 183               | Imanol Erviti (ESP)       | 94e               |
| 184               | Iván García Cortina (ESP) | AB                |
| 185               | Johan Jacobs (SUI)        | 106e              |
| 186               | Enric Mas (ESP)           | 2e                |
| 187               | José Joaquín Rojas (ESP)  | 69e               |

| Quick-Step Alpha Vinyl QST | Quick-Step Alpha Vinyl QST | Quick-Step Alpha Vinyl QST |
| -------------------------- | -------------------------- | -------------------------- |
| Num                        | Coureur                    | Pos                        |
| 191                        | Julian Alaphilippe (FRA)   | 51e                        |
| 192                        | Andrea Bagioli (ITA)       | AB                         |
| 193                        | Dries Devenyns (BEL)       | AB                         |
| 194                        | Mikkel Honoré (DEN)        | 19e                        |
| 195                        | Ilan Van Wilder (BEL)      | 13e                        |
| 196                        | Mauri Vansevenant (BEL)    | 20e                        |
| 197                        | Louis Vervaeke (BEL)       | AB                         |

| Arkéa-Samsic ARK | Arkéa-Samsic ARK      | Arkéa-Samsic ARK |
| ---------------- | --------------------- | ---------------- |
| Num              | Coureur               | Pos              |
| 201              | Warren Barguil (FRA)  | 12e              |
| 202              | Louis Barré (FRA)     | 49e              |
| 203              | Nicolas Edet (FRA)    | AB               |
| 204              | Élie Gesbert (FRA)    | AB               |
| 205              | Simon Guglielmi (FRA) | 52e              |
| 206              | Michel Ries (LUX)     | AB               |
| 207              | Kévin Vauquelin (FRA) | 66e              |

| BikeExchange-Jayco BEX | BikeExchange-Jayco BEX | BikeExchange-Jayco BEX |
| ---------------------- | ---------------------- | ---------------------- |
| Num                    | Coureur                | Pos                    |
| 211                    | Matteo Sobrero (ITA)   | AB                     |
| 212                    | Alexandre Balmer (SUI) | 82e                    |
| 213                    | Kevin Colleoni (ITA)   | AB                     |
| 214                    | Lawson Craddock (USA)  | 54e                    |
| 215                    | Tsgabu Grmay (ETH)     | AB                     |
| 216                    | Tanel Kangert (EST)    | AB                     |
| 217                    | Nick Schultz (AUS)     | 42e                    |

| Team DSM DSM | Team DSM DSM             | Team DSM DSM |
| ------------ | ------------------------ | ------------ |
| Num          | Coureur                  | Pos          |
| 221          | Romain Bardet (FRA)      | 9e           |
| 222          | Thymen Arensman (NED)    | 76e          |
| 223          | Marco Brenner (GER)      | 38e          |
| 224          | Mark Donovan (GBR)       | 72e          |
| 225          | Chris Hamilton (AUS)     | 57e          |
| 226          | Andreas Leknessund (NOR) | 40e          |
| 227          | Martijn Tusveld (NED)    | AB           |

| TotalEnergies TEN | TotalEnergies TEN        | TotalEnergies TEN |
| ----------------- | ------------------------ | ----------------- |
| Num               | Coureur                  | Pos               |
| 231               | Pierre Latour (FRA)      | 31e               |
| 232               | Mathieu Burgaudeau (FRA) | 56e               |
| 233               | Víctor de la Parte (ESP) | 80e               |
| 234               | Fabien Grellier (FRA)    | AB                |
| 235               | Alan Jousseaume (FRA)    | 44e               |
| 236               | Paul Ourselin (FRA)      | AB                |
| 237               | Alexis Vuillermoz (FRA)  | 29e               |

| Trek-Segafredo TFS | Trek-Segafredo TFS            | Trek-Segafredo TFS |
| ------------------ | ----------------------------- | ------------------ |
| Num                | Coureur                       | Pos                |
| 241                | Bauke Mollema (NED)           | 7e                 |
| 242                | Julien Bernard (FRA)          | 101e               |
| 243                | Giulio Ciccone (ITA)          | 15e                |
| 244                | Kenny Elissonde (FRA)         | AB                 |
| 245                | Amanuel Ghebreigzabhier (ERI) | AB                 |
| 246                | Mattias Skjelmose (DEN)       | AB                 |
| 247                | Antwan Tolhoek (NED)          | 50e                |